# Municipio de Arvonia
El municipio de Arvonia (en inglés: Arvonia Township) es un municipio ubicado en el condado de Osage en el estado estadounidense de Kansas. En el año 2010 tenía una población de 95 habitantes y una densidad poblacional de 0,76 personas por km².

## Geografía
El municipio de Arvonia se encuentra ubicado en las coordenadas 38°28′13″N 95°52′13″O / 38.47028, -95.87028. Según la Oficina del Censo de los Estados Unidos, el municipio tiene una superficie total de 124.63 km², de la cual 112,14 km² corresponden a tierra firme y (10,03 %) 12,5 km² es agua.

## Demografía
Según el censo de 2010, había 95 personas residiendo en el municipio de Arvonia. La densidad de población era de 0,76 hab./km². De los 95 habitantes, el municipio de Arvonia estaba compuesto por el 98,95 % blancos, el 1,05 % eran afroamericanos. Del total de la población el 0 % eran hispanos o latinos de cualquier raza.